# Xerraire ocel·lat
El xerraire ocel·lat (Ianthocincla ocellata) és un ocell de la família dels leiotríquids (Leiothrichidae).

## Hàbitat i distribució
Habita boscos, als Himàlaies, al nord-est de l'Índia des de Garwhal cap a l'est fins Bhutan i Arunachal Pradesh, sud-est del Tibet, nord-est de Myanmar i centre, sud-oest de la Xina des del sud de Kansu, cap al sud, a través de oest, sud de Szechwan fins al nord de Yunnan.